# Persada Tongra
Persada Tongra is een bestuurslaag in het regentschap Gayo Lues van de provincie Atjeh, Indonesië. Persada Tongra telt 313 inwoners (volkstelling 2010).